# El Viejo Topo
El Viejo Topo es una revista cultural y política española, editada entre 1976 y 1982 y desde diciembre de 1993 a la fecha. En su primera etapa  fue un intento de gentes jóvenes que intentaron aprovechar el vacío que se produjo en vísperas de la muerte de Franco y que duró hasta la instauración de la democracia parlamentaria. El Viejo Topo también es una editorial. Sus fundadores fueron Claudi Montañá, Josep Sarret y Miguel Riera; actualmente está dirigida por Miguel Riera.

Hay quien no ha dudado en definir El Viejo Topo como la revista intelectual más leída de su época, la de más prestigio. Es posible que así fuera, pero aquí se quiero atender a otro aspecto que podemos considerar de mayor importancia para entender lo que fue la revista y nuestra historia. La revista fue, por encima de otras cosas, la expresión de planteamientos de ruptura con lo que era el franquismo en España y con lo que representaban las sociedades capitalistas occidentales. Y esta expresión es el reflejo de aquello a lo que aspiraban determinados sectores de la sociedad española. Se trata  de una publicación que funciona a manera de termómetro para conocer el grado de movilización de la ciudadanía, de su participación. En Viejo Topo es relevante por el trabajo intelectual que elaboró, pero no debería ser analizada a partir de aquella historia  de los intelectuales que se preocupa, esencialmente, de su vida, milagros y conflictos. La tarea realizada por estos trabajadores tiene sentido en la medida que es expresión de un sustrato del que ellos participan, que los nutre. Su tarea adquiere toda su significación en el momento que puede ser leída, pensada y discutida. En la revista encontraremos diferentes declaraciones de intenciones que nos ayudan a entender qué pensaban las personas que la dirigieron, los caminos que querían seguir.
 Las palabras del topo

## Historia
En los años sesenta y principios de los setenta la única manera posible de formular planteamientos de ruptura con lo que era el franquismo en España (y también con lo que representaban las sociedades capitalistas occidentales) fue escribir desde el extranjero, en la clandestinidad o en el encubrimiento. Basta con pensar en revistas con una clara línea política, como lo habían sido Realidad, Nuestra Bandera o Cuadernos de Ruedo Ibérico, editadas en el exterior y distribuidas clandestinamente en el interior.
Según el recuerdo personal de Francisco Fernández Buey, cuando en 1976 apareció en Barcelona el primer número de El Viejo Topo sus colaboradores y sus lectores, identificados con la izquierda antifranquista que había protagonizado la mayoría de las movilizaciones sociopolíticas de la década, tenían el alma dividida. Por una parte, deseaban y propiciaban una ruptura radical con todo aquello que había representado el régimen de Franco, tanto en el plano político como en el cultural. Por otra parte, temían la reacción inmediata de lo que entonces se llamó el búnker, o sea, de los sectores de ultraderecha directamente vinculados a lo que habían protagonizado numerosos actos de violencia contra librerías, publicaciones, personas y organizaciones de la izquierda política y sindical. De manera que el deseo de una ruptura radical se veía obstaculizado por la presencia activa de una reacción que aducía, una y otra vez, el espectro de la guerra civil.

## Nombre
El nombre remite al tópico del viejo topo, ya presente en la literatura de William Shakespeare y posteriormente en la obra de G. W. F. Hegel, pero que en el pensamiento marxista adquiere un sentido distintivo como símbolo del revolucionario paciente, que avanza obstinadamente bajo tierra lejos de todas las miradas, apoyándose en la sabiduría que le da su larga experiencia vital.
Esta alegoría fue utilizada por Karl Marx en al menos dos ocasiones. La primera referencia figura en el capítulo VII de El dieciocho brumario de Luis Bonaparte, de 1852:

Pero la revolución es radical. Está pasando todavía por el purgatorio. Cumple su tarea con método. Hasta el 2 de diciembre de 1851 había terminado la mitad de su labor preparatoria; ahora, termina la otra mitad. Lleva primero a la perfección el poder parlamentario, para poder derrocarlo. Ahora, conseguido ya esto, lleva a la perfección el poder ejecutivo, lo reduce a su más pura expresión, lo aísla, se enfrenta con él, como único blanco contra el que debe concentrar todas sus fuerzas de destrucción. Y cuando la revolución haya llevado a cabo esta segunda parte de su labor preliminar, Europa se levantará, y gritará jubilosa: ¡bien has hozado, viejo topo!

En 1856, Marx volvió a recurrir al viejo topo en el discurso que pronunció para el cuarto aniversario del semanario The People's Paper:

En todas las manifestaciones que provocan el desconcierto de la burguesía, de la aristocracia y de los pobres profetas de la regresión reconocemos a nuestro buen amigo Robin Goodfellow, al viejo topo que sabe cavar la tierra con tanta rapidez, a ese digno zapador que se llama Revolución.

## Primera etapa
Primera Época: de 1976 a 1982: Llegó a los 69 números más ediciones monográficas con numeración independiente. Es su etapa más importante, ya que se convirtió en un éxito de ventas y en referencia del pensamiento de izquierda en la España de la época. En el panorama de las publicaciones teórico-políticas con las que se vinculaba El Viejo Topo, había otras que también participaban de otro ámbito en auge: el representado por cabeceras como Star, Ajoblanco u Ozono. Pese a las significativas diferencias existentes entre ellas, todas se sitúan en lo que podríamos denominar la crítica de la cultura y de la vida cotidiana. A su sombra surgió otra revista de no menor influencia, aunque mucha menos tirada (Transición), más orientada al análisis socioeconómico.
En el periodo inicial de la transición desde el franquismo, El Viejo Topo compartía con las revistas Triunfo y Cuadernos para el Diálogo algunas de las características contradictorias que definen a las instituciones heterogéneas dentro del campo cultural, facilitando la comunicación entre universos diferenciados. Pero también se distinguía de estas últimas: mientras las revistas clásicas estaban fuertemente identificadas con la oposición anti-franquista  parecían, en cierto modo, incómodas en la España de la transición, El Viejo Topo presentaba unas señas de identidad que se adaptaban perfectamente a los nuevos aires traídos por la defunción del franquismo. En el fragmentado espacio del subcampo libertario, por tanto, El Viejo Topo se convirtió en atalaya privilegiada desde donde se expresaron las filosofías libertarias y los nuevos movimientos sociales, incluyendo el pacifismo, el feminismo y los defensores del medio ambiente.

## La segunda etapa
En diciembre de 1993 El Viejo Topo inició una segunda etapa que, como la primera, pretende renovar desde una perspectiva crítica un panorama que comprende lo económico, lo social, la cultura, la ciencia, el poder y su negación, la política y el pensamiento.

### Colaboradores
La mayoría de colaboradores son de la órbita marxista, y en ella pueden encontrarse colaboraciones de autores como Jordi Dauder (aparte de ser uno de sus fundadores), Samir Amin, Jorge Verstrynge, Salvador López Arnal, Jordi Mesalles y Antonio Fernández Ortiz. La revista no retribuye las colaboraciones. Forma parte de la Asociación de Revistas Culturales de España.

## Editorial El Viejo Topo
El Viejo Topo también es una editorial de ensayos.
El coordinador de la sección sobre América Latina es el político Víctor Ríos, de Izquierda Unida.